# Bernard Jancovici
Bernard Jancovici (* 1930 in Boulogne-Billancourt; † 14. Juni 2013) war ein französischer theoretischer Physiker, der sich mit statistischer Mechanik befasste.

## Leben
Jancovici studierte ab 1949 an der École normale supérieure (Paris) (ENS) und war danach bei Eugene Wigner in Princeton. 1957 wurde er in Paris promoviert. Er lehrte sowohl an der ENS als auch an den Pariser Universitäten VI und Paris XI in Orsay, wo er Professor war.
Bekannt ist er vor allem für die theoretische Behandlung von klassischen Coulomb-Systemen, das heißt der statistischen Mechanik elektrisch geladener Teilchen, wobei zwischen einkomponentigen Systemen (Jellium, geladene Teilchen vor entgegengesetzt geladenem Hintergrund) und zweikomponentige Systeme (Teilchen entgegengesetzter Ladung, Coulombgas) unterschieden wird. Jancovici fand exakte Lösungen für verschiedene Spezialfälle (spezielle Geometrien und Werte der Temperatur, die über die dimensionslose Kopplungskonstante {\displaystyle \Gamma ={\frac {e^{2}}{k_{B}T}}} eingeht; bei {\displaystyle \Gamma =2} entsprechen die klassischen Coulombsysteme sie Quantensystemen mit freien Fermionen und sind lösbar). Insbesondere  fand er die exakte Lösung des inhomogenen Coulomb-Systemen in zwei Dimensionen (die einzigen bisher gefundenen kontinuierlichen exakt lösbaren Coulomb-System in mehr als einer Dimension). Das fand Anwendung bei zweidimensionalen Modellen der Grenzfläche von Elektroden zum Elektrolyt-Lösung und beim Quantenhalleffekt. Weitere Arbeiten zu Coulombsystemen hatten astrophysikalische Anwendungen, worüber er mit Evry Schatzman in Austausch stand.
Von ihm stammen auch Arbeiten zur Physik des Gefrierens  und statistischer Mechanik harter Kugeln. In den 1950er Jahren befasste er sich auch mit Halbleitern und Kernphysik (Rolle nicht zentraler Kernkräfte, Tensor- und Spin-Orbit-Wechselwirkung).  Eine frühe Arbeit aus seiner Zeit in Princeton betraf den Betazerfall von Kohlenstoff14 mit Igal Talmi und wurde oft zitiert.
1995 erhielt er den Prix des trois physiciens und 1990 den Prix Félix Robin.
Er ist der Vater des Klimaaktivisten Jean-Marc Jancovici (* 1962).

## Schriften (Auswahl)
- Statistical Physics and Thermodynamics, Wiley 1973 (französisches Original Ediscience 1969)
- Exact results for the two-dimensional one-component plasma, Phys. Rev.Lett., Band 46, 1981, S. 386
- Classical Coulomb systems near a plane wall, Teil 1, J. Stat. Phys., Band 28, 1982, S. 43, Teil 2, Band 29, 1982, S. 263
- mit A. Alastuey: The two-dimensional one-component plasma in an inhomogeneous background: exact results, J. Phys. (France), Band 45, 1984, S. 1859
- mit L. Blum: Exactly solvable model for the interaction of two parallel charged plates in an ionic medium, J. Phys. Chem., Band 88, 1984, S. 2294
- Surface properties of a classical two-dimensional one-component plasma: exact results, J. Stat. Phys., Band 34, 1984, S. 803
- mit P. J. Forrester, E. R. Smith: The two-dimensional one-component plasma at {\displaystyle \Gamma =2}, behaviour of correlation functions in strip geometry, J. Stat. Phys., Band 31, 1983, S. 129
- mit F. Cornu: Two-dimensional Coulomb systems: a larger class of solvable models, Europhys. Lett., Band 5, 1988, S. 125
- mit F. Cornu: The electrical double layer: a solvable model, J. Chem. Phys., Band 90, 1989, S. 2444
- Inhomogeneous two-dimensional plasmas, in D. Henderson (Hrsg.), Fundamentals of Inhomogeneous Fluids, New York: M. Dekker 1992